# Ronde van Italië 2025/Vijftiende etappe
De vijftiende etappe van de Ronde van Italië 2025 vond plaats op 25 mei. De Spanjaard Carlos Verona won na een lange solo. Primož Roglič, een van de topfavorieten voor de eindzege, verloor tijd op zijn concurrenten en zakte van de vijfde naar de tiende plaats in het klassement.

## Parcours
De etappe startte in Fiume Veneto. Onderweg waren twee tussensprints in San Martino di Colle Umberto en Possagno en een Red Bull kilometer in Enego. Vroeg in de wedstrijd lag met de Muro di Ca' del Poggio een beklimming van de vierde categorie. Halverwege de wedstrijd moest met de Monte Grappa een beklimming van de eerste categorie worden overwonnen. In de finale lag nog een klim van de tweede categorie alvorens de finish na 219 kilometer in Asiago lag.

## Koersverloop
Dit overzicht is mogelijk incompleet; u kunt helpen door het uit te breiden.

## Uitslagen
| Fiume Veneto – Asiago (219 km) |                    |                               |          |
| Plaats                         | Naam               | Ploeg                         | tijd     |
| Winnaar                        | Carlos Verona      | Lidl-Trek                     | 5u15'41" |
| 2                              | Florian Stork      | Tudor                         | + 22"    |
| 3                              | Christian Scaroni  | XDS Astana                    | + 23"    |
| 4                              | Romain Bardet      | Picnic PostNL                 | z.t.     |
| 5                              | Nicolas Prodhomme  | Decathlon AG2R La Mondiale    | z.t.     |
| 6                              | Filippo Zana       | Jayco AlUla                   | z.t.     |
| 7                              | Gianmarco Garofoli | Soudal Quick-Step             | + 26"    |
| 8                              | Filippo Fiorelli   | VF Group-Bardiani CSF-Faizanè | + 29"    |
| 9                              | Damiano Caruso     | Bahrain Victorious            | z.t.     |
| 10                             | Max Poole          | Picnic PostNL                 | z.t.     |
|                                |                    |                               |          |
| 16                             | Wout Poels         | XDS Astana                    | z.t.     |
| 53                             | Laurens Huys       | Arkéa-B&B Hotels              | + 12'23" |

| Algemeen klassement |                 |                         |            |
| Plaats              | Naam            | Ploeg                   | Tijd       |
| Roze trui           | Isaac del Toro  | UAE Team Emirates-XRG   | 55u54'05"  |
| 2                   | Simon Yates     | Visma \| Lease a Bike   | + 1'20"    |
| 3                   | Juan Ayuso      | UAE Team Emirates-XRG   | + 1'26"    |
| 4                   | Richard Carapaz | EF Education-EasyPost   | + 2'07"    |
| 5                   | Derek Gee       | Israel-Premier Tech     | + 2'54"    |
| 6                   | Damiano Caruso  | Bahrain Victorious      | + 2'55"    |
| 7                   | Antonio Tiberi  | Bahrain Victorious      | + 3'02"    |
| 8                   | Egan Bernal     | INEOS Grenadiers        | + 3'38"    |
| 9                   | Thymen Arensman | INEOS Grenadiers        | + 3'45"    |
| 10                  | Primož Roglič   | Red Bull-BORA-hansgrohe | + 3'53"    |
|                     |                 |                         |            |
| 80                  | Quinten Hermans | Alpecin-Deceuninck      | + 1u40'13" |

## Uitvallers
Niet gestart
- Giulio Ciccone (Lidl-Trek): In de vorige etappe was Ciccone ten val gekomen. Hoewel hij die rit nog uitreed, ging hij een dag later niet meer van start.[3]

1e etappe ·
2e etappe ·
3e etappe ·
4e etappe ·
5e etappe ·
6e etappe ·
7e etappe ·
8e etappe ·
9e etappe ·
10e etappe ·
11e etappe ·
12e etappe ·
13e etappe ·
14e etappe ·
15e etappe ·
16e etappe ·
17e etappe ·
18e etappe ·
19e etappe ·
20e etappe ·
21e etappe
Startlijst · Eindstanden · Afbeeldingen